# Жан Парізо де ла Валетт
Жан Парізо де ла Валетт (*Jean Parisot de La Valette, 1494/1495 —21 серпня 1568) — великий магістр лицарів Ордену госпітальєрів у 1557—1568 роках.

## Життєпис

### Молоді роки
Походив зі французького шляхетського роду да Валетт. Народився у Парізо (область Руерг, Лангедок). Стосовно дати народження є суперечності: згідно одних відомостей це сталося у 1494 році, інших — 1495 року, ще за одними даними — 1498 року. Був сином Гійома (Вільгельма) де ла Валлета-Корнуссона, сеньйора Корнуссона, Воісменона, та Жанни де Кастра.
Відомо, що мав гарну освіту, розмовляв іспанською, італійською мовами. Відомо, що у 1514 році вступив до ордену госпітальєрів. До 1520 року вивчив грецьку мову, перебуваючи на Родосі.
У 1522 році брав участь в обороні Родосу від османського війська на чолі із Сулейманом I Пишним. Після поразки лицарів у 1523 році супроводжував великого магістра Вільє де Ліль-Адам до Вітербо в Італії.

### Кар'єра на Мальті
У 1537 році призначається губернатором міста Триполі (сучасна Лівія), яке імператор Карл V Габсбург у 1530 році передав Мальтійському ордену (так став зватися орден госпітальєрів). На цій посаді намагався відновити мури та зміцнити фортецю загалом. У 1538 році перебирається на Мальту, де брав участь у сутичці, за що на 4 місяці Жана де ла Валетта було запроторено до в'язниці.
У 1541 році брав участь у морській битві проти османів на чолі із Абд-ар-Рахманом Куст-Алі, в які ла Валетта було поранено, а згодом з іншими вояками своєї галери потрапив у полон. Деякий час був рабом на галерному флоті берберського пірата Тургут-рейса, вивчивши арабську і турецьку мови. Згодом Жана де ла Валетта було звільнено.
У 1554 році його призначено капітан-генералом усіх галер ордену. Багато зробив для посилення мальтійського флоту. У 1557 році обирається великим магістром ордену. У 1560 році разом з іспанським, генуезьким, папським флотами здійснив похід задля відвоювання Триполі. Втім християнська коаліція зазнала поразки у битві при о. Джерба. Втім ла Валетт зумів врятувати мальтійський флот, продовжуючи політику з його зміцнення.

### Облога Мальти
Водночас великий магістр розпочав підготовку до оборони Мальти від можливого нападу османських військ. Під його командуванням перебувало 500 лицарів-госпітальєрів і допоміжна армія з 8500 вояків, зокрема 4 тис. місцевих ополченців. Решта були найманцями-християнами з різних європейських країн. Султан Сулейман I відправив для завоювання Мальти військо у 30 тис. вояків на 193 суднах. Потім вона постійно поповнювалася свіжими військами. На чолі армії було поставлено досвідченого Мустафа-паша, який поклявся захопити фортецю госпітальєрів.
Жан де ла Валетт до прибуття на острів османів звернувся за допомогою до християнських монархів Європи та папи римського. В результаті за час облоги, яка тривала з травня по вересень 1565 року, крізь блокаду зуміло прорватися 80 лицарів і 500 солдатів-піхотинців.
Мустафа-паша відразу почав енергійно вести облогову війну проти госпітальєрів. Турецькі батареї постійно бомбардували фортецю, прагнучи зробити в ній якомога більше руйнувань. Штурми слідували один за іншим. Османські загони спрямовувалися на приступ великими силами, намагаючись вимотати захисників столиці Мальти і примусити їх до капітуляції. Жан де ла Валетт виявляв рідкісне самовладання і розпорядливість, з'являючись в найнебезпечніших місцях.
Облога Мальти закінчилася у вересні, коли на допомогу госпітальєрам підійшов численний іспанський флот на чолі із неаполітанським віце-королем Гарсією Толедським. Османами довелося відступити. Втрати госпітальєрів становили 240 лицарів (з 500) та 5 тис. піхотинців, османи втратили близько 24 тис. вояків.

### Останні роки
У 1566 році за наказом Жана де ла Валетта було розпочато спорудження нової столиці ордену. Її будівництво розпочато на схилах гори Шіберрас, де героїчно діяли лицарі проти османів. До остаточного зведення міста не дожив, помер 1568 року. Столицю було названо на його честь — Humilissima Civitas Vallettae.

## Родина
Коханка — Катерина
Діти:
- Бартелемі де ла Валетт, його було узаконено Карлом IX Валуа, королем Франції
- Ізабелла (д/н-1568), дружина Стефано Буонаккорсі